# Países Bajos en los Juegos Europeos de Minsk 2019
Los Países Bajos participaron en los Juegos Europeos de Minsk 2019. Responsable del equipo nacional fue el Comité Olímpico Neerlandés.
La portadora de la bandera en la ceremonia de apertura fue la boxeadora Nouchka Fontijn.

## Medallistas
El equipo de Países Bajos obtuvo las siguientes medallas:
| Nombre                                                                     | Deporte           | Competición             |
| -------------------------------------------------------------------------- | ----------------- | ----------------------- |
| Oro                                                                        |                   |                         |
| Selena Piek Cheryl Seinen                                                  | Bádminton         | Doble F                 |
| Jeffrey Hoogland                                                           | Ciclismo en pista | Velocidad individual M  |
| Roy van den Berg Harrie Lavreysen Jeffrey Hoogland Nils van 't Hoenderdaal | Ciclismo en pista | Velocidad por equipos M |
| Harrie Lavreysen                                                           | Ciclismo en pista | Keirin M                |
| Jan-Willem van Schip                                                       | Ciclismo en pista | Ómnium M                |
| Kirsten Wild                                                               | Ciclismo en pista | Scratch F               |
| Kirsten Wild                                                               | Ciclismo en pista | Ómnium F                |
| Lorena Wiebes                                                              | Ciclismo en ruta  | Ruta F                  |
| Mike Schloesser                                                            | Tiro con arco     | Compuesto individual M  |
| Plata                                                                      |                   |                         |
| Nouchka Fontijn                                                            | Boxeo             | Medio (–75 kg) F        |
| Harrie Lavreysen                                                           | Ciclismo en pista | Velocidad individual M  |
| Jan-Willem van Schip                                                       | Ciclismo en pista | Puntuación M            |
| Jan-Willem van Schip Yoeri Havik                                           | Ciclismo en pista | Madison M               |
| Shanne Braspennincx                                                        | Ciclismo en pista | Keirin F                |
| Kirsten Wild Amber van der Hulst                                           | Ciclismo en pista | Madison F               |
| Marianne Vos                                                               | Ciclismo en ruta  | Ruta F                  |
| Chantal Blaak                                                              | Ciclismo en ruta  | Contrarreloj F          |
| Sanne van Dijke                                                            | Judo              | –70 kg F                |
| Guusje Steenhuis                                                           | Judo              | –78 kg F                |
| Sjef van den Berg Jan van Tongeren Steve Wijler                            | Tiro con arco     | Recurvo por equipos M   |
| Steve Wijler                                                               | Tiro con arco     | Recurvo individual M    |
| Sanne de Laat Mike Schloesser                                              | Tiro con arco     | Compuesto equipo mixto  |
| Bronce                                                                     |                   |                         |
| Jelle Maas Robin Tabeling                                                  | Bádminton         | Doble M                 |
| Enrico Lacruz                                                              | Boxeo             | Superligero (–64 kg) M  |
| Jemyma Betrian                                                             | Boxeo             | Gallo (–57 kg) F        |
| Kyra Lamberink Shanne Braspennincx                                         | Ciclismo en pista | Velocidad por equipos F |
| Henk Grol                                                                  | Judo              | +100 kg M               |
| Sanne Vermeer                                                              | Judo              | –63 kg F                |
| Gabriela Bayardo                                                           | Tiro con arco     | Recurvo individual F    |